# Troy Denning
Pour les articles homonymes, voir Denning.
Œuvres principales
- Série Nid obscur

Troy Denning, né en 1958 aux États-Unis, est un romancier américain spécialisé en science-fiction et fantasy.

## Œuvres

### Univers desRoyaumes oubliés

#### SérieLa Séquence des avatars
1. Eauprofonde, Fleuve noir, 1994 ((en) Waterdeep, 1989)Paru sous le pseudonyme Richard Awlinson
2. Le Procès de Cyric le fou, Fleuve noir, 2005 ((en) Crucible: The Trial of Cyric the Mad, 1998)

#### SérieThe Empires Trilogy
1. (en) Dragonwall, 1990

#### SérieLa Séquence des Harpistes
1. La Mer assoiffée, Fleuve noir, 1999 ((en) The Parched Sea, 1991)
2. (en) The Veiled Dragon, 1996

#### SérieThe Twilight Giants Trilogy
1. (en) The Ogre's Pact, 1994
2. (en) The Giant Among Us, 1995
3. (en) The Titan of Twilight, 1995

#### SérieLes Empires perdus
1. Cette beauté que la laideur nous cache, Fleuve noir, 2002 ((en) Faces of Deception, 1998)

#### SérieThe Cormyr Saga
1. (en) Beyond the High Road, 1999
2. (en) Death of the Dragon, 2000Écrit avec Ed Greenwood.

#### SérieLe Retour des Archimages
1. L'Appel au meurtre, Fleuve noir, 2004 ((en) The Summoning, 2001)
2. Le Cri des justes, Fleuve noir, 2004 ((en) The Siege, 2001)
3. Le Silence des innocents, Fleuve noir, 2004 ((en) The Sorcerer, 2002)

### UniversDark Sun

#### SérieLe Prisme
1. Le Passage verdoyant, J'ai lu, 1999 ((en) The Verdant Passage, 1991)
2. La Légion rouge, J'ai lu, 1999 ((en) The Crimson Legion, 1992)
3. L'Enchanteresse d'ambre, J'ai lu, 1999 ((en) The Amber Enchantress, 1992)
4. L'Oracle d'obsidienne, J'ai lu, 1999 ((en) The Obsidian Oracle, 1993)
5. L'Orage céruléen, J'ai lu, 1999 ((en) The Cerulean Storm, 1993)

### UniversPlanescape
- (en) Pages of Pain, 1997

### UniversStonekeep
- (en) The Oath of Stonekeep, 1999

### UniversStar Wars

#### SérieLe Nouvel Ordre Jedi
1. Étoile après étoile, Presses de la Cité, 2002 ((en) Star By Star, 2001)  (ISBN 2-258-05340-4)Réédition, Fleuve noir, coll. « Star Wars » no 56, 2003 (ISBN 2-265-06930-2)

#### SérieNid obscur
1. Le Roi des affiliés, Fleuve noir, coll. « Star Wars » no 76, 2006 ((en) The Joiner King, 2005)  (ISBN 2-265-06953-1)
2. Le Secret des Killik, Fleuve noir, coll. « Star Wars » no 77, 2006 ((en) The Unseen Queen, 2005)  (ISBN 2-265-06954-X)
3. La Guerre de l'essaim, Fleuve noir, coll. « Star Wars » no 78, 2006 ((en) The Swarm War, 2005)  (ISBN 2-265-06955-8)

#### SérieL'Héritage de la Force
1. Tempête, Fleuve noir, coll. « Star Wars » no 95, 2009 ((en) Tempest, 2006)  (ISBN 978-2-265-08772-9)
2. Enfer, Fleuve noir, coll. « Star Wars » no 99, 2010 ((en) Inferno, 2007)  (ISBN 978-2-265-08776-7)
3. Invincible, Fleuve noir, coll. « Star Wars » no 106, 2011 ((en) Invincible, 2008)  (ISBN 978-2-265-08780-4)

#### SérieLe Destin des Jedi
1. Abysse, Pocket, coll. « Star Wars » no 119, 2013 ((en) Abyss, 2009)  (ISBN 978-2-266-22811-4)
2. Vortex, Pocket, coll. « Star Wars » no 122, 2013 ((en) Vortex, 2010)  (ISBN 978-2-266-22814-5)
3. Apocalypse, Pocket, coll. « Star Wars » no 125, 2014 ((en) Apocalypse, 2012)  (ISBN 978-2-266-22817-6)

#### Romans indépendants
- Le Fantôme de Tatooine, Presses de la Cité, 2003 ((en) Tatooine Ghost, 2003)  (ISBN 2-258-05342-0)
- L'Ultime Épreuve, Pocket, coll. « Star Wars » no 130, 2015 ((en) Crucible, 2013)  (ISBN 978-2-266-25598-1)

### UniversHalo
1. (en) Last Light, 2015
2. (en) Retribution, 2017
3. (en) Divine Wind, 2021

#### SérieMaster Chief
1. (en) Silent Storm, 2018
2. (en) Oblivion, 2019
3. (en) Shadows of Reach, 2020